# جين ماكدونالد
جين ماكدونالد (بالإنجليزية: Jane McDonald)‏ هي مغنية ومقدمة تلفزيونية وممثلة بريطانية، ولدت في 4 أبريل 1963 في ويكفيلد في المملكة المتحدة.

## وصلات خارجية
- الموقع الرسمي
- جين ماكدونالد على موقع IMDb (الإنجليزية)
- جين ماكدونالد على موقع ميوزك برينز (الإنجليزية)
- جين ماكدونالد على موقع ديسكوغز (الإنجليزية)
- جين ماكدونالد على موقع قاعدة بيانات الفيلم (الإنجليزية)